# Брынци-Церковные
Брынци-Церковные (укр. Бринці-Церковні) — село в Ходоровской городской общине Стрыйского района Львовской области Украины.
Население по переписи 2001 года составляло 436 человек. Почтовый индекс — 81710. Телефонный код — 03239.